# Hesselholdt & Mejlvang
Sofie Hesselholdt (født 21. april 1974) og Vibeke Mejlvang (født 24. august 1976) er en kunstnerduo bestående af to billedkunstnere som bor og arbejder i København. De begyndte at samarbejde i 1999 og er kendte for at arbejde med flag, performancekunst, skulptur og stedsspecifikke installationer, ofte i det offentlige rum. Deres værker adresserer samfundsmæssige og politiske forhold såsom national identitet, magtstrukturer, hvidhed, hierarkiske strukturer og eurocentrisme.

## Baggrund og uddannelse
Sofie Hesselholdt blev født i 1974 i København. I 1998 færdiggjorde hun en bachelorgrad i kunsthistorie fra Københavns Universitet. I 1999 påbegyndte hun sine kunstneriske studier på skulpturskolen under Lars Bent Petersen ved Det Fynske Kunstakademi, og i år 2000 blev hun optaget på Det Kongelige Danske Kunstakademi i København. Her gennemførte hun seks års uddannelse under professorerne Yvette Brackman, Ann Lislegaard, og i det afsluttende år Henrik B. Andersen, som var hendes afgangsvejleder.
Vibeke Mejlvang blev født i 1976 i Hjørring. Ligesom Sofie Hesselholdt, påbegyndte hun sine kunststudier på skulpturskolen under Lars Bent Petersen ved Det Fynske Kunstakademi, og i 2001 startede hun på Det Kongelige Danske Kunstakademi. I løbet af sine fem års studier her havde hun Lone Høyer Hansen og Yvette Brackman som professorer, og Henrik B. Andersen som afgangsvejleder.
De to kunstnere traf hinanden i 1999 i forbindelse med deres studier på Det Fynske Kunstakademi i Odense, og udstillede samme år deres første fælles projekt "Go Construct" på DFKU, Det Fynske Kunstakademis udstillingssted. I løbet af deres studietid samarbejdede de på en lang række projekter og tog også afgang sammen.

## Værker og temaer
Siden begyndelsen af deres fælles praksis har Hesselholdt & Mejlvang arbejdet i mange forskellige medier og dermed skabt deres særegne udtryk, der spænder over både klassiske medier som skulptur og keramik, og mere samtidige værkformer som store installationer, flagværker og performances.
Efter at have haft deres første udstilling i studietiden, arbejdede kunstnerduoen med tilvirkede og fundne genstande – fx udstoppede og ofte kamuflerede dyr – sammensat i subtile kompositioner (pressemeddelelse Krydstogt på SyndFloden), og de tog politiske og samfundsmæssige emner som forbrugerisme, danskhed og krigsreferencer, såsom camouflage op i deres kunst – ofte med et humoristisk tvist. I denne periode skabte de deres første plankeværks-værk der, sammen med udstoppede dyr og flag, skulle blive et af deres kunstneriske særkender.

### Det sorte flag
I 2008 begyndte de at arbejde med flag som materiale, nærmere bestemt et sort korsflag. I kombination med et sort plankeværk og en skjult rosenhave udgjorde det sorte flag installationen "Barrikade" som modtog en præmiering fra Statens Kunstfond. Senere udstillinger har også omfattet udstoppede dyr og fundne genstande som plankeværk og hegn, både til indendørs og udendørs brug. Mørkemænd, en serie sorte læderfigurer (højde 2.4 m.) som de lavede til biennalen Socle du Monde i Herning, skabte stor opmærksomhed omkring deres praksis og blev senere erhvervet af Kunsten Museum of Modern Art i Aalborg.

### Politisk æstetik
Med projektet The Perfect Storm fra 2009 skabte de en større udstilling, der udfoldede et helt nyt korpus af værker bestående af keramik, afbrændte (sorte) flag, udstoppede, bemalede og kamuflerede fugle, krokodiller og andre dyr, samt væghængte miniature-rum. Tilsammen udgjorde udstillingen et dystopisk miljø, hvor Hesselholdt & Mejlvang reflekterede over politiske, kulturelle og samfundsmæssige emner. I de følgende år fortsatte de med at arbejde med plankeværk, og i 2010 tog de initiativ til gruppeudstillingen Party and Lost på Den Frie Udstilling. Party and Lost var en kunstnergrupperingernes gruppe dannet i 2009 af fire kunstnergrupper: Randi & Katrine, Hesselholdt & Mejlvang, Bank & Rau, og resterne af Ingen Frygt. Denne metagruppe havde sat sig for at udforske fællesskabets væsen som en kilde til magt, men også tab af individuel identitet.
I løbet af årene 2011-13 begyndte Hesselholdt & Mejlvang at arbejde med rød-hvide farver i deres installationer, for senere igen at tilføje farven sort. Flag, plankeværk og dyr udgjorde stadig en signatur i deres praksis, nu også i selskab med gulvtæpper, installatoriske rum i 1:1 samt håndlavede keramiske objekter. Nationalisme, racisme og anvendelsen af nationale symboler udgjorde kernen i deres kunstneriske udsagn.

### Shades of Skin
I årene fra 2014 til 2019 adresserede deres kunst emner som vestlige værdier, etnicitet, hudfarve, religion, og de socio-politiske problemer, der følger med den moderne tilværelse. Materialerne var fortsat flag, draperier, keramik og udstoppede dyr. Pomp and Ceremony - Shades of skin (titlen på deres første soloudstilling i Finland) opsummerer deres værkproduktion fra de år.

### Performance
Fra 2017 og frem har performance været en integreret del af kunstnerduoens praksis. De har bl.a. skabt store installationer og performances under Manifesta 12 i Palermo og på Thorvaldsens Museum, på EMMA Espoo Museum of Modern Art, Finland mv. Med tiden er værkernes skala øget og omfatter broderier, enorme balloninstallationer, keramiske objekter og performances. Duoen har også skabt adskillige installationer, ofte indeholdende flag, i det offentlige rum i mange lande.
I de senere år har de også gjort brug af forskellige medier, der spænder fra trykte aviser til den digitale verden, og de har taget aktivt del i paneldebatter og diskussioner om emner såsom sprog, etnicitet, religion, kulturelle udtryksformer og politiske strukturer.

### Udsmykninger
Hesselholdt & Mejlvang har de senere år også arbejdet med udsmykninger. Af væsentlige kommissioner kan nævnes en omfattende installation i den nyopførte Vestfløj på Falkonergården Gymnasium, 2019; en offentlig legeplads i parken Posen i Hillerød (i samarbejde med Thing Brandt Landskabsarkitekter), 2018; Facaden på Herning Hovedbibliotek, 2014.

## Projekter og udstillinger (i udvalg)

### Soloudstillinger
2021
- "The White Exhibition", EMMA – Espoo Museum of Modern Art, Espoo, Finland

2020
- "Flag of Interests", Nuuk Kunstmuseum, Nuuk, Grønland
- "Native, Exotic, Normal / Circle of Flags", Horsens Kunstmuseum, Horsens, Danmark
- "Soft power – a silent battle for hearts and minds", Politikens Forhal, København, Danmark

2019
- THIS MOMENT is the BEGINNING, Thorvaldsens Museum, København, Danmark

2018
- "Eternal Flame Arkiveret 12. maj 2021 hos  Wayback Machine", V1 Gallery / Eighteen, København, Danmark
- "Points of Unity", IZOLYATSIA, Kyiv, Lviv og Kryvya Rih, Ukraine

2017
- "Native, Exotic, Normal Arkiveret 12. maj 2021 hos  Wayback Machine", Uppsala Konstmuseum, Uppsala, Sverige

2016
- "Native, Exotic, Normal", Den Frie Udstilling, København, Danmark

2015
- "The Situation Room", FB69 Galerie Kolja Steinrötter, Münster, Tyskland
- "Flesh Tint Project", KUNSTEN Museum of Modern Art + Kunsthal NORD, Aalborg, Danmark
- "Homeland Security Arkiveret 12. maj 2021 hos  Wayback Machine", Platform Arts, Belfast, Nordirland

2014
- "Flags of Aggression", National Museum of Modern and Contemporary Art, Residency Changdong, Seoul, Korea
- Little Blonde Girl, Charlotte Fogh Gallery, Aarhus, Danmark
- "Pomp and Ceremony - Shades of Skin", Turku Art Museum, Turku, Finland
- "Hunger for Aggression Arkiveret 12. maj 2021 hos  Wayback Machine", Oslo Kunstforening, Oslo, Norge
- "Armed Response", Norrtälje Konsthall, Norrtälje, Sverige

2013
- "New Waves in the Hood", Das Kunstbüro, Aarhus, Danmark
- "Hunger for Aggression", V1 Gallery, København, Danmark

2012
- "The Dark Passenger", SKMU Sørlandets Kunstmuseum, Kristiansand, Norge

2011
- "Mörkersyn", Växjö Konsthall, Växjö, Sverige

2009
- "Daily Life in the Eye of the Hurricane", FB69 Galerie Kolja Steinrötter, Münster, Tyskland
- "The Perfect Storm", V1 Gallery, København, Danmark
- "Tornado Nearby", Charlotte Fogh Gallery at Preview Berlin, Tyskland
- "Større Horisonter i Nabolaget", Charlotte Fogh Gallery, Aarhus, Danmark
- "Udflugt i Bælgravende Mørke", Galleri 21, Malmö, Sverige

2007
- "Krydstogt på Syndfloden", Fung Sway, København, Danmark

2006
- "When the Wind Blows", Charlotte Fogh Gallery, Aarhus, Danmark

2001
- "Det er 27 grader i skyggen og Trust me, I wasn’t expecting our kiss, the Apistemple (With Nanna Debois Buhl) in Frederiksberg Garden, København, Danmark

2000
- "Indblik: Lykken kan læres", bunker i Ørstedparken, København, Danmark

### Gruppeudstillinger
2021
- "This Boat with a Broken Rim Arkiveret 12. maj 2021 hos  Wayback Machine", Mumbai Art Room, Mumbai, Indien
- "Sustainable Societies for the Future Arkiveret 12. maj 2021 hos  Wayback Machine", Malmö Art Museum, Malmö, Sverige

2020
- "In Focus: Statements", Copenhagen Contemporary, København, Danmark
- "Up Close - Performance Festival", Det Classenske Bibliotek, København, Danmark
- "Udvekslinger", Kunstmuseet Brundlund Slot, Aabenraa, Danmark[9]

2019
- "FLAG - Objekt, Ikon, Symbol Arkiveret 12. maj 2021 hos  Wayback Machine", Randers Kunstmuseum, Randers, Danmark[10]
- "No Scrubs", Hot Dock Project Space, Bratislava, Slovakiet
- "Earth-Body", The Geological Museum of Mexico City, Mexico[11]
- "Mini Mono Mental", ChaShaMa, New York City, USA
- "KNOWING ME KNOWING YOU", Künstlerhaus Bregenz, Østrig

2018
- "Manifesta 12", Palermo, Italien

2017
- "Cool, Calm and Collected", ARoS Aarhus Kunstmuseum, Aarhus, Danmark[12]
- "Revisit: Erotik Arkiveret 12. maj 2021 hos  Wayback Machine", Overgaden - Institut for Samtidskunst, København, Danmark
- "Grand Designs - Clever Hands", CLAY keramikmuseum Danmark, Middelfart, Danmark
- "Socle du Monde Biennial", HEART Museum of Contemporary Art, Herning, Danmark[13]
- "Carte Blanche", The French Embassy, København, Danmark[14][15]
- "The Emperor is Naked", The Waiting Room, Minneapolis, MN, USA

2016
- "The Emperor Has No Clothes Arkiveret 12. maj 2021 hos  Wayback Machine", The Ski Club, Milwaukee, WI, USA
- "En Blank og Vårfrisk Dag", Arbejdermuseet, København, Danmark[16]

2015
- "World Script Symposia Arkiveret 12. maj 2021 hos  Wayback Machine", Public space, Seoul, Korea
- "NOT AT HOME", Viborg Kunsthal, Danmark[17]
- "Art Eco: Art-ivism", Museumcultuur Strombeek, Belgien

2014
- "Other Forms of Relations", National Museum of Modern and Contemporary Art, Residency Changdong, Seoul, Korea
- "Silent Review", National Museum of Modern and Contemporary Art, Residency Changdong, Seoul, Korea[18]
- "Drømmeland", KUNSTEN Museum of Modern Art Aalborg, Danmark

2013
- "Common Tales", Skånes Konstförening, Malmö, Sverige
- "1986 - 2013 / An artist collects art Arkiveret 12. maj 2021 hos  Wayback Machine", Vestfossen Kunstlaboratorium, Øvre Eiker, Norge

2012
- "Unfinished Journeys Arkiveret 12. maj 2021 hos  Wayback Machine", Copenhagen Art Festival, Gl. Strand, København, Danmark
- "I’m like a bird", Johannes Larsen Museum, Kerteminde, Danmark
- "Huset i Skoven", Skovhuset ved Søndersø, Værløse, Danmark

2011
- "ENTER", Kunsthallen Brandts, Odense, Danmark
- "I’m like a bird", Skovgaard Museum, Viborg, Danmark
- "WHAT’S HE BUILDING IN THERE?", FUSE Gallery, New York City, USA

2010
- "Socle du Monde", HEART - Herning Museum of Contemporary Art, Herning, Danmark
- "Party and Lost", Den Frie Centre of Contemporary Art, København, Danmark
- "Nordic Art Triennial", Eskilstuna Art Museum, Eskilstuna, Sverige

2009
- "Brede Værk" - Museum for Industrikultur, Nationalmuseet, Brede, Danmark (fast udstilling)

2008
- "The Destruction of Atlantis", Union Gallery, London, Storbritannien
- "Socle du Monde", HEART - Herning Museum of Modern Art, Danmark
- "Pastiche", Sølyst Castle, Jyderup, Danmark
- "Botanisk forvandling", Vejle Kunstmuseum, Danmark
- "Kritisk form", Skulpturi.dk, København, Danmark[19]

2007
- "Match Race", Kunsten – Museum of Modern Art Aalborg, Danmark[20]
- "WHEN HUMOUR BECOMES CRITICAL", Big Family Business, Istanbul, Tyrkiet
- "SPEAK UP", Den Frie Centre of Contemporary Art, København, Danmark
- "Homecoming", Vendsyssel Kunstmuseum, Hjørring, Danmark

2006
- "Corner 2006", Kunsthal Charlottenborg, København, Danmark
- "EXIT06", Graduate Show, The Royal Danish Academy of Fine Arts, Kunstforeningen Gl. Strand, København, Danmark
- "Arbejde Arbejde Arbejde", Overgaden – Institut for Samtidskunst, København, Danmark
- "Add X to (n)", Museet for Samtidskunst, Roskilde, Danmark

2003
- "Bagværk med glasur – keramik i Vejen", Vejen Kunstmuseum, Danmark
- "Overblik – historier om kunsten og den nye by", Museet for Samtidskunst, Roskilde / Trekroner, Danmark
- "THE PROJECT", Tallinn Arthall, Estonia / The Academy of Latvia’s Exhibition Hall, Letland
- "Det Hvide Guld", Royal Copenhagen / Marienlyst Slot, Helsingør, Danmark

## Performancekunst
2020
- "Please rest in peace for we shall not repeat the error", Malmö Kunstmuseum, Malmö, Sverige
- "Soft power - a silent battle for hearts and minds", Politikens Forhal, København, Danmark[21]
- "LESS POWER LESS", Copenhagen Contemporary, København, Danmark
- "An Explosive Moment", Up Close Performance Festival, København, Danmark[22]

2019
- "Flag of Truce", Thorvaldsens Museum, København, Danmark[23]
- "THIS MOMENT is the BEGINNING", Thorvaldsens Museum, København, Danmark[24]

2018
- "For a Better Tomorrow", Manifesta 12, Palermo, Italien
- "Eternal Flame Arkiveret 12. maj 2021 hos  Wayback Machine", V1 Gallery / Eighteen, København, Danmark[25]

2017
- "Desire for Domination", Overgaden - Institut for Samtidskunst, København, Danmark

## Bestillingsopgaver
- The Danish Cultural Institute, New Delhi, Indien 2019[26]
- Falkonergården Gymnasium, København, Danmark 2019
- Offentlig legeplads i Hillerød, Danmark 2018[8]
- The Tattooed Urn, Skovsnogen (Deep Forest Art Land), Herning, Danmark 2017[27]
- Common Images, Kvindehjemmet, København, Danmark 2017[28]
- Totem, Herning Hovedbibliotek, Herning, Danmark 2014
- Flying Carpet, Ventemøllegården, Sorø, Danmark 2014
- Hav, Hansted Kloster, Horsens, Danmark 2007[29]
- Torvet i Østerhøj, Ballerup, Danmark 2006[29]
- Højagerskolen, Ballerup, Danmark 2005[29]

## Samlinger (i udvalg)
- Statens Museum for Kunst, København, Danmark[30]
- Malmö Kunstmuseum, Malmö, Sverige
- Uppsala Konstmuseum, Uppsala, Sverige
- Sørlandets Kunstmuseum - SKMU, Kristiansand, Norge
- Designmuseum Danmark, København, Danmark
- CLAY keramikmuseum Danmark, Middelfart, Danmark[31][32][33]
- KUNSTEN Museum of Modern Art Aalborg, Aalborg, Danmark[5]
- Arbejdermuseet, København, Danmark[34][35]
- Ny Carlsbergfondet, København, Danmark[36]
- Statens Kunstfond, København, Danmark
- De Kongelige Danske Kunstsamlinger, København, Danmark
- Aalborg Kommunes Kunstfond, Aalborg, Danmark[37][38]
- Norrtälje Kommune, Sverige
- Københavns Kommune, Danmark
- Aarhus Kommune, Danmark
- DBC, Ballerup, Danmark
- Saxo Collection, København, Danmark[39]
- Brask Collection Arkiveret 12. maj 2021 hos  Wayback Machine, Danmark
- Djurhuus Collection Arkiveret 12. maj 2021 hos  Wayback Machine, København, Danmark

## Bøger og kataloger
- A Radically Better Tomorrow, (København, Roulette Russe, 2019) ISBN 9788797037621
- This Moment is the Beginning, (København, Trojan Horse Press Arkiveret 12. maj 2021 hos  Wayback Machine / V1 Gallery, 2019) ISBN 978-87-992350-9-4
- The Aryan Zebra, (Berlin, Revolver Publishing, 2016) ISBN 978-3-95763-351-4
- Native, Exotic, Normal, (København, Den Frie Udstilling, 2016) ISBN 978-87-997293-2-6
- Uorden - Disorder, (Vejby, Hurricane Publishing, 2009) ISBN 978-87-7669-034-2
- Krydstogt på SyndFloden, (Valby, Fung Sway, 2007) ISBN 87-7603-063-6